# Wühlmäuse
Die Wühlmäuse (Arvicolinae) stellen eine Unterfamilie der Wühler (Cricetidae) mit über 150 Arten dar. Zu den bekanntesten Arten gehören die Feldmaus, die Rötelmaus, die Bisamratte, die Schermäuse und die Lemminge.

## Merkmale
Je nach Gattung sind die tag- und nachtaktiven Wühlmäuse zwischen 7 und 23 Zentimeter lang und wiegen ca. 80–200 g, aber auch bis 2600 g wie die Bisamratte. Der Kopf ist stumpf, die Ohren sind aufgrund der wühlenden Lebensweise meist klein und manchmal fast völlig im Pelz versteckt. Die unterschiedliche Farbe des Fells reicht von braungrau über rotbraun, auch gelegentlich bis hin zu schwarz. Der mittellange bis kurze Schwanz ist nur dünn behaart, weshalb seine Ringelung gut zu sehen ist. An den Vorderfüßen haben die Wühlmäuse je nach Art 4 oder 5 Zehen, an den Hinterfüßen immer 5.

## Vorkommen
Wühlmäuse sind in Europa, Asien und Nordamerika verbreitet. Bevorzugter Lebensraum sind leichte bis mittelschwere Böden, in denen sie ohne Schwierigkeiten ihr Gangsystem anlegen können, wobei Lössböden besonders bevorzugt werden. Während viele Wühlmausgattungen sich Gangsysteme im Boden anlegen, leben manche auf Wiesen oder sogar auf Bäumen (Tannenmäuse). Bei ihrer Wühltätigkeit werfen sie länglich flache Erdhaufen auf, die oft mit Gras oder Wurzeln durchzogen sind. Ihre Hügel werden deshalb auch oft mit denen des Maulwurfes verwechselt. Dessen Erdhaufen sind jedoch rundlicher und größer und werden von ihm auch in regelmäßigen Abständen aufgeworfen, was bei den Wühlmäusen nicht der Fall ist. Auf dem Erdhaufen der Wühlmaus liegt hingegen meist der Stein, den sie beiseite geräumt hat.
Eine Unterscheidung ist auch deshalb dringend notwendig, da Maulwürfe unter Naturschutz stehen und nicht bekämpft werden dürfen. Eine gezielte Bekämpfung mit den geeigneten Mitteln ist nur dann möglich, wenn man den Schädling richtig identifiziert hat. Um festzustellen, ob es sich um einen Maulwurf oder einen Nager handelt, kann man eine Möhre in den Laufgang legen. Wird diese angefressen, handelt es sich mit sehr großer Wahrscheinlichkeit um eine Wühlmaus.

## Schadwirkung

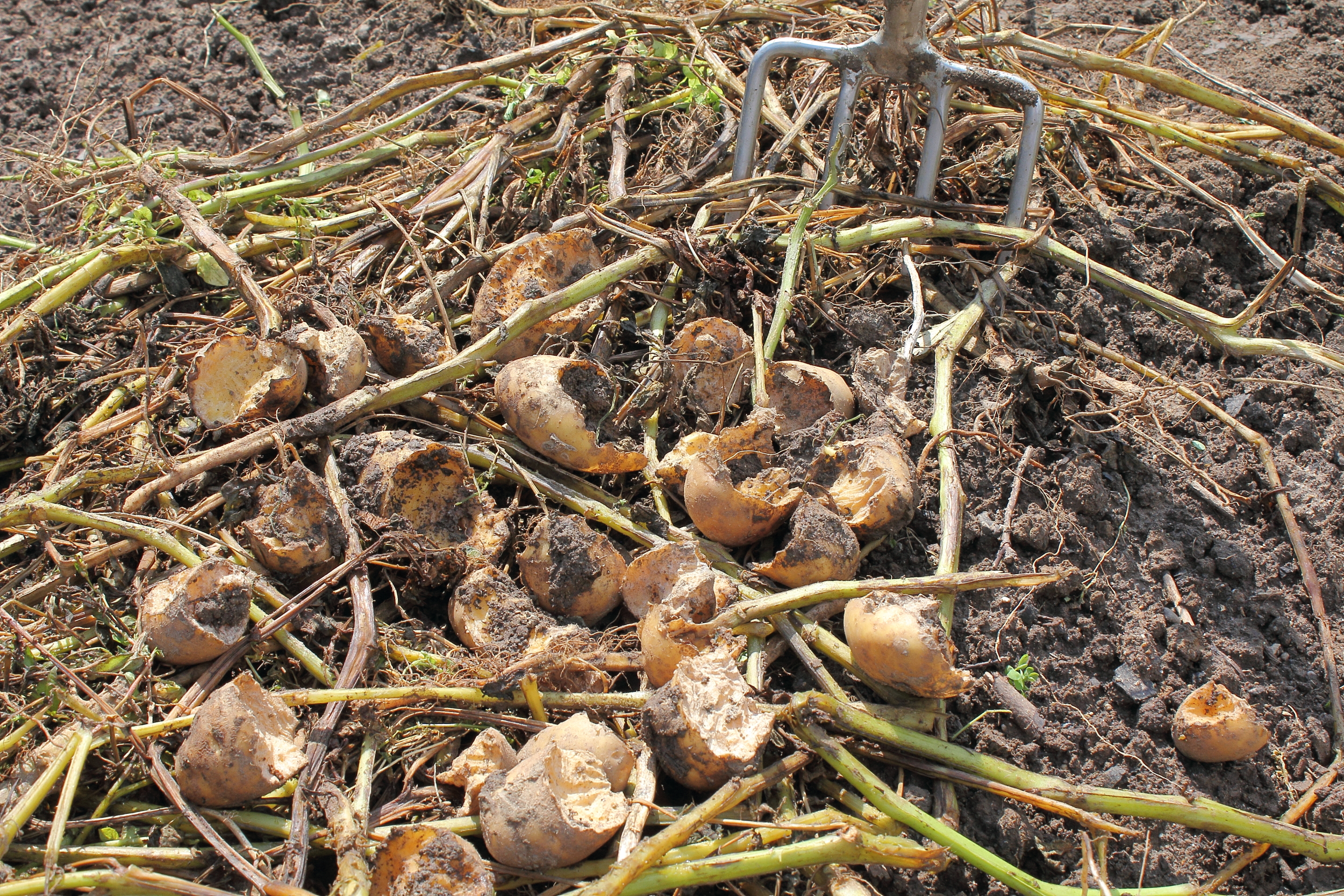
Fraßschaden und Ernteausfall bei Kartoffeln durch Wühlmausbefall

Wühlmäuse können schwere Schäden an Wurzelgemüsen, Stauden, Kartoffeln, Obstbäumen und anderen Nutzpflanzen verursachen. Zur Schadwirkung von Wühlmäusen in der Landwirtschaft am Beispiel einer speziellen Art siehe unter Ostschermaus.

## Bekämpfung
Die Bekämpfung von Wühlmäusen erfolgt mittels Begasungsmitteln, Giftködern oder Mausefallen (siehe auch: 100-Fallennächte). Zudem erweist sich die Förderung der natürlichen Feinde der Wühlmaus – z. B. Hermelin, Mauswiesel und Rotfuchs als hilfreich. Wühlmäuse reagieren besonders empfindlich auf Duftstoffe, weshalb das Anpflanzen von Holunder, Lavendel und auch Wacholder am Gartenzaun eine natürliche Barriere entstehen lässt. Das Vergießen von vergorener Buttermilch ist ebenfalls eine Möglichkeit, die Schädlinge zu vertreiben. Das Verwenden von Buttersäure ist verboten.

## Systematik
Alternativ zum Namen Arvicolinae findet man oft auch den Namen Microtinae, der aber als deutlich jüngerer Name ungültig ist. Die Wühlmäuse werden oft in den Rang einer eigenen Familie erhoben. Vor allem in älteren Systematiken findet man diverse Nagetiertaxa, die heute für gewöhnlich als selbständig angesehen werden, als Tribus der Wühlmäuse, z. B. die Neuweltmäuse, Hamster, Blindmulle, Rennmäuse, Mähnenratten und Madagaskar-Ratten. Jüngere DNA-Studien haben die Monophylie der Wühlmäuse bestätigt; den Ergebnissen zufolge sind wahrscheinlich die Hamster die Schwestergruppe der Wühlmäuse.
Die folgende Systematik richtet sich nach McKenna & Bell und zeigt Tribus und Gattungen:
- Tribus Arvicolini
  - Schermäuse (Arvicola)
  - Tyrrhenische Wühlmäuse (Tyrrhenicola), ausgestorben
  - Feldmäuse (Microtus)
  - Pitymys
  - Neodon
  - Lasiopodomys
  - Schneemäuse (Chionomys)
  - Salbeiwühlmäuse (Lemmiscus)
  - Afghanische Wühlmäuse (Blanfordimys)
  - Bedford-Wühlmäuse (Proedromys)
  - Volemys
  - Steppenlemminge (Lagurus)
  - Eolagurus
- Tribus Ondatrini
  - Bisamratten (Ondatra)
- Tribus Myodini
  - Heidekraut-Wühlmäuse (Phenacomys)
  - Baumwühlmäuse (Arborimus)
  - Martino-Schneemäuse (Dinaromys)
  - Kaschmir-Wühlmäuse (Hyperacrius)
  - Gebirgswühlmäuse (Alticola)
  - Père-David-Wühlmäuse (Eothenomys)
  - Caryomys
  - Rötelmäuse (Myodes)
  - Blyth-Wühlmäuse (Phaiomys)
  - Graurötelmäuse (Craseomys)[2]
- Tribus Prometheomyini
  - Prometheus-Mäuse (Prometheomys)
- Tribus Ellobiini
  - Mull-Lemminge (Ellobius)
- Tribus Lemmini (Lemminge)
  - Echte Lemminge (Lemmus)
  - Nördlicher Moorlemming (Mictomys borealis)
  - Südlicher Moorlemming (Synaptomys cooperi)
  - Waldlemminge (Myopus)
- Tribus Neofibrini
  - Florida-Wasserratten (Neofiber)
- Tribus Dicrostonychini
  - Halsbandlemminge (Dicrostonyx)